# 尾瀨朗
尾瀨朗（1947年7月26日—）為漫畫家，出生於日本京都府京都市。1971年進入漫畫界，早期以為筆名發表作品。
其作品以描寫日本社會的價值對立為主，包括政治、體制、性別、傳統等價值觀；1988年開始連載的《夏子的酒》被認為是其代表作，以描述日本農業及日本酒製造業為主題。
曾經以和兩部作品獲得第31屆（昭和60年度，1985年）的小學館漫畫獎。

## 作品列表

### 原著作品
- 《夏子的酒》（夏子の酒）
- 《家》（ぼくの村の話），全七冊。

以農民的視角描述成田機場問題所引發的三里塚抗爭，是作者親身取材後創作而成。
- 《奈津之藏》（奈津の蔵）
- 《實之華》（みのり伝説）
- 《光之島》（光の島）
- - （連載於）
- 《登峰造極》以攀岩為題材描述青少年、家庭、種族、城鄉等議題（オンサイト!）　- （連載於「）
- 《藏人》（ ）- （連載於）
- ：以落語為題材的作品。

### 漫畫化作品
指將原本為動畫的作品畫為漫畫，以下作品均是早期以筆名發表。

## 外部連結
- 尾瀬あきら公式ホームページ : 尾瀨朗正式網站